# Kabinett Gentiloni
Das Kabinett Gentiloni regierte Italien vom 12. Dezember 2016 bis zum 24. März 2018 und danach geschäftsführend bis zum 1. Juni 2018. Nach den Parlamentswahlen vom 4. März 2018, der Konstituierung der neuen Parlamentskammern und der Wahl ihrer Präsidenten reichte Ministerpräsident Paolo Gentiloni seinen Rücktritt bei Staatspräsident Sergio Mattarella ein, der Gentiloni und seine Regierung beauftragte, die laufenden Amtsgeschäfte bis zur Vereidigung einer neuen Regierung zu übernehmen. Die Vereidigung des neuen Kabinetts Conte I erfolgte am 1. Juni 2018.
Das Kabinett Gentiloni war die dritte Regierung in der von 2013 bis 2018 andauernden 17. Legislaturperiode der Republik. Wie zuletzt das Kabinett Renzi stützte es sich auf eine Koalition aus dem sozialdemokratischen Partito Democratico (PD) und  kleineren Zentrums- und Regionalparteien. Matteo Renzi trat mit seinem Kabinett am 7. Dezember 2016 zurück, nachdem ein Verfassungsreformvorhaben am 4. Dezember 2016 in einem Referendum abgelehnt worden war. Fast alle Minister des Kabinetts Gentiloni gehörten der Vorgängerregierung an; Paolo Gentiloni war im Kabinett Renzi Außenminister.
Gentiloni wurde am 11. Dezember 2016 von Staatspräsident Sergio Mattarella mit der Regierungsbildung beauftragt; Gentiloni und dessen Minister wurden am folgenden Tag von Mattarella vereidigt. Am 13. und 14. Dezember erhielt die neue Regierung das Vertrauen der beiden Parlamentskammern.
Bei den Ministern mit Geschäftsbereich gab es im Vergleich zum Kabinett Renzi nur drei Veränderungen: Gentilonis früheren Außenministerposten übernahm der ehemalige Innenminister Angelino Alfano. Das Innenministerium ging an Marco Minniti, der im Kabinett Renzi als Staatssekretär im Amt des Ministerpräsidenten für die Nachrichtendienste Italiens zuständig war. Die dritte Veränderung betraf das Bildungsministerium. Auch bei den Staatssekretären gab es nur wenige Veränderungen.

## Regierungsparteien

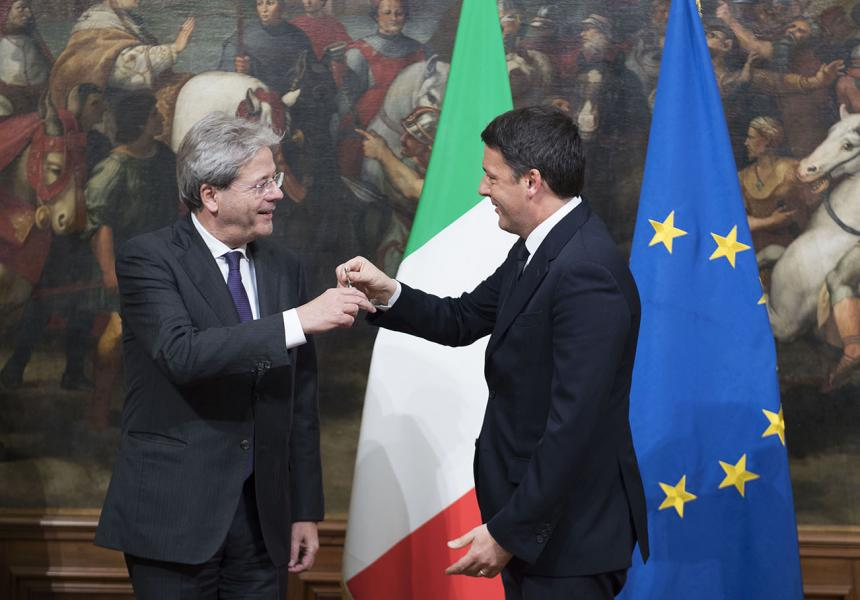
Paolo Gentiloni und Matteo Renzi bei der traditionellen Übergabe des Ministerratsglöckchens am 12. Dezember 2016 im Palazzo Chigi

Die Regierung wurde aus den folgenden Parteien gebildet:
| Partei | Partei                                                                                                  | Parteivorsitzende/-r   | Europäische Partei/Fraktion |
| ------ | --- | ---------------------- | --------------------------- |
|        | Partito Democratico (PD) Demokratische Partei                                                           | Matteo Renzi           | SPE/S&D                     |
|        | Alternativa Popolare (AP) Populäre Alternative bis März 2017 Nuovo Centrodestra (NCD) Neue rechte Mitte | Angelino Alfano        | EVP/EVP                     |
|        | Centristi per l’Europa (CpE) Mitte für Europa                                                           | Pier Ferdinando Casini | EVP/EVP                     |
|        | Partito Socialista Italiano (PSI) Sozialistische Partei Italiens                                        | Riccardo Nencini       | SPE/S&D                     |

### Regierungschef
| Amt oder Ressort           | Bild | Name            | Partei | Partei |
| -------------------------- | ---- | --------------- | ------ | ------ |
| Präsident des Ministerrats |      | Paolo Gentiloni |        | (PD)   |

### Sekretär des Ministerrats
| Amt oder Ressort          | Bild | Name               | Partei | Partei |
| ------------------------- | ---- | ------------------ | ------ | ------ |
| Sekretär des Ministerrats |      | Maria Elena Boschi |        | (PD)   |

## Minister und Staatssekretäre
| Amt                                       | Bild | Minister | Minister                      | Vizeminister                            | (Unter-)Staatssekretäre                                                          |
| ----------------------------------------- | ---- | -------- | ----------------------------- | --------------------------------------- | -------------------------------------------------------------------------------- |
| Ministerien                               |      |          |                               |                                         |                                                                                  |
| Auswärtige Angelegenheiten                |      |          | Angelino Alfano (NCD)         | Mario Giro (SC)                         | Vincenzo Amendola (PD), Benedetto Della Vedova (SC)                              |
| Inneres                                   |      |          | Marco Minniti (PD)            | Filippo Bubbico (PD)                    | Gianpiero Bocci (PD), Domenico Manzione (parteilos)                              |
| Justiz                                    |      |          | Andrea Orlando (PD)           |                                         | Federica Chiavaroli (NCD), Cosimo Maria Ferri (parteilos), Gennaro Migliore (PD) |
| Wirtschaft und Finanzen                   |      |          | Pier Carlo Padoan (parteilos) | Luigi Casero (NCD), Enrico Morando (PD) | Pier Paolo Baretta (PD), Paola De Micheli (PD)                                   |
| Verteidigung                              |      |          | Roberta Pinotti (PD)          |                                         | Gioacchino Alfano (NCD), Domenico Rossi (CD)                                     |
| Infrastruktur und Verkehr                 |      |          | Graziano Delrio (PD)          | Riccardo Nencini (PSI)                  | Umberto Del Basso De Caro (PD), Simona Vicari (NCD)                              |
| Wirtschaftliche Entwicklung               |      |          | Carlo Calenda (parteilos)     | Teresa Bellanova (PD)                   | Antonio Gentile (NCD), Antonello Giacomelli (PD), Ivan Scalfarotto (PD)          |
| Land- und Forstwirtschaft                 |      |          | Maurizio Martina (PD)         | Andrea Olivero (SC)                     | Giuseppe Castiglione (NCD)                                                       |
| Bildung und Forschung                     |      |          | Valeria Fedeli (PD)           |                                         | Vito De Filippo (PD), Angela D’Onghia (parteilos), Gabriele Toccafondi (NCD)     |
| Kultur und Tourismus                      |      |          | Dario Franceschini (PD)       |                                         | Dorina Bianchi (NCD), Ilaria Borletti Buitoni (PD), Antimo Cesaro (SC)           |
| Gesundheit                                |      |          | Beatrice Lorenzin (NCD)       |                                         | Davide Faraone (PD)                                                              |
| Arbeit und Soziales                       |      |          | Giuliano Poletti (parteilos)  |                                         | Franca Biondelli (PD), Luigi Bobba (PD), Massimo Cassano (NCD)                   |
| Umwelt, Landschafts- und Meeresschutz     |      |          | Gian Luca Galletti (CpE)      |                                         | Barbara Degani (NCD), Silvia Velo (PD)                                           |
| Minister ohne Geschäftsbereich            |      |          |                               |                                         |                                                                                  |
| Beziehungen zum Parlament                 |      |          | Anna Finocchiaro (PD)         |                                         | Maria Teresa Amici (PD), Luciano Pizzetti (PD)                                   |
| Verwaltungsreformen und -vereinfachung    |      |          | Marianna Madia (PD)           |                                         | Angelo Rughetti (PD)                                                             |
| Regionale Angelegenheiten                 |      |          | Enrico Costa (NCD)            |                                         | Gianclaudio Bressa (PD)                                                          |
| Territorialer Zusammenhalt und Süditalien |      |          | Claudio De Vincenti (PD)      |                                         |                                                                                  |
| Sport                                     |      |          | Luca Lotti (PD)               |                                         |                                                                                  |